# Xestocoris nitens
Xestocoris nitens är en insektsart som beskrevs av Van Duzee 1906. Xestocoris nitens ingår i släktet Xestocoris och familjen Rhyparochromidae. Inga underarter finns listade i Catalogue of Life.